# Erve (rivier)
De Erve is een rivier in de Franse departementen Mayenne en Sarthe regio Pays de la Loire. Zij is een rechtse zijrivier van de Sarthe en behoort bijgevolg tot het bekken van de Loire.

## Loop
De Erve is 71,5 km lang. Zij ontspringt op 215 m hoogte op de zuidflank van de Heuvels van de Coëvrons in het Regionaal Natuurpark Normandie-Maine in de gemeente Vimarcé. Zij stroomt vervolgens door Saint-Georges-sur-Erve, Assé-le-Bérenger, Sainte-Suzanne-et-Chammes (waar zij eertijds 18 molens aandreef), Saint-Jean-sur-Erve, Saint-Pierre-sur-Erve, Saulges en Ballée. Zij overschrijdt dan de grens met het departement Sarthe. In Auvers-le-Hamon is de monding van de linkse zijrivier de Treulon, waarna zij op 24 m hoogte in Sablé-sur-Sarthe uitmondt in de Sarthe.

## Bijzonderheden
- Op 15 juli 2003 werd haar vallei tussen Saint-Pierre-sur-Erve en Saulges geklasseerd omwille van haar pittoresk, artistiek en wetenschappelijk interessant karakter.
- In dezelfde omgeving bevinden zich de Grotten van Saulges gevormd door de Erve. Deze vormen een belangrijke prehistorische site.